# Saeid Davarpanah
Saeid Davarpanah (en persan : سعید داورپناه فرد), né le 7 octobre 1987 à Téhéran, en Iran, est un joueur iranien de basket-ball, évoluant au poste d'arrière.